# Britt-Synnøve Johansen
Pour les articles homonymes, voir Johansen.
Britt-Synnøve Johansen, née le 23 juin 1970 à Haugesund, est une chanteuse et actrice de comédies musicales norvégienne. Elle représente la Norvège au Concours Eurovision de la chanson 1989.

## Biographie
Britt-Synnøve Johansen commence à chanter à l'âge de 7 ans dans une chorale. Elle a seulement 19 ans lorsqu'elle remporte la finale du Melodi Grand Prix en 1989 et est désignée pour représenter la Norvège à l'Eurovision. Lors de la finale qui se déroule à Lausanne (Suisse), elle interprète la chanson Venners Nærhet et termine 17e sur 22 participants avec 30 points.
Très intéressée par le cabaret, elle en monte deux basés sur les chansons d'Édith Piaf en 2001 et 2003. Elle traduit les chansons dans le dialecte de Karmøy et près de 15 000 personnes voient son spectacle avant qu'elle ne le sorte en CD, Mot himmelen i Paris – Piaf på norsk. Quelques années plus tard, elle crée les spectacles de cabaret Plask (2005) et Bris (2006) avec Espen Hana.
En tant qu'actrice, elle tient le rôle d'Éponine dans Les Misérables mis en scène à Bømlo en 2003 et 2004. À la même période, elle joue le rôle de Anna Katarin Rosenblad dans Ballader och Grimascher de Cornelis Vreeswijk au Turboteatret puis celui de Carmen dans l'opéra éponyme au Rogaland Teater. En 2008, elle a le rôle principal dans la comédie musicale Byterminalen à Stavanger alors que la ville est capitale européenne de la culture.
Johansen enregistre en 2010 un disque de reprise des classiques du tango en norvégien accompagné du Kaizers Orchestra. Nommée pour le Spellemannprisen en 2015 dans la catégorie Musique pour enfants, elle perd face à May Britt Andersen.
En 2016, elle chante le générique de la mini-série documentaire norvégienne Familiefryd diffusée sur NRK.

## Théâtre
Johansen participe à plusieurs comédies musicales et opéras dans la région du comté de Rogaland
- 1990 : My Fair Lady au Rogaland Teater (Stavanger)
- 1991 : Dynastiet Wankel au Haugesund Teater (Haugesund) : Svennemine
- 1993 : SØLV! - en hyllest til byen ved havet au Haugesund Teater (Haugesund)
- 1999 : Tørres Snørtevold au Rogaland Teater (Stavanger) : danseuse
- 2000 : Un chant de Noël au Haugesund Teater (Haugesund)
- 2005 : Terroristene au Haugesund Teater (Haugesund) : Anna
- 2007 : Vamp au Haugesund Teater (Haugesund) : Mariann
- 2009 : Oliver! au Sandnes Teater (Sandnes) : Nancy
- 2013 : Carmen au Rogaland Teater (Stavanger) : Carmen